# Csongdzsa állomás
Csongdzsa (Jeongja) állomás a szöuli metró Sinbundang és Szuin–Pundang (Suin–Bundang) vonalának állomása; Szongnam (Seongnam) városában, Kjonggi (Gyeonggi) tartományban található. 2002-ig a Pekkung állomás (백궁역, Baekgung állomás) nevet viselte. 1994-ben nyitották meg az állomást a Pundang (Bundang) vonalon, melyet 2020-ban összevontak a Szuin (Suin) vonallal.

## Viszonylatok
| Szuin–Pundang (Suin–Bundang) vonal               | Szuin–Pundang (Suin–Bundang) vonal | Szuin–Pundang (Suin–Bundang) vonal                       |
| ------------------------------------------------ | ---------------------------------- | -------------------------------------------------------- |
| Szune (Sunae) Cshongnjangni (Cheongnyangni) felé | Pundang (Bundang) vonal            | Migum (Migeum) Incshon (Incheon) és Koszek (Kosaek) felé |
| Sinbundang vonal                                 |                                    |                                                          |
| Phangjo (Pangyo) Kangnam (Gangnam) felé          | Sinbundang vonal                   | Tongcshon (Dongcheon) Kvanggjo (Gwanggyo) felé           |